# Олійник Ігор Володимирович
І́гор Володи́мирович Олі́йник (21 березня 1974, Городок, Хмельницька область) — український краєзнавець. Співавтор (разом з Михайлом Кушніром) історико-краєзнавчого довідника про Сатанів (2008).

## Біографія
1997 року закінчив Чернівецький університет. Мешкає в Городку Хмельницької області. Працює методистом з охорони пам'яток історії та культури. 2004 року разом із представником Львівського обласного товариства «Пошук» Ярославом Михайлівським проводив розкопки братської могили вояків австрійської армії, які загинули на території Городка в серпні 1914 року в одному з перших боїв Першої світової війни . Друкувався в місцевій, обласній та республіканській періодиці.

## Публікації
- Кушнір Михайло, Олійник Ігор. Сатанів: Історико-краєзнавчий довідник. — Городок, 2008. — 56 с.
- Олійник І. Подорож до Швейцарії. Подільської // Є! — 2003. — 3 липня. — С. 8—9.